# Vainikkala
Vainikkala [ˈʋɑi̯nikˌkɑlɑ] ist ein Dorf im Südosten Finnlands mit etwa 400 Einwohnern. Es gehört zur Stadt Lappeenranta, deren Zentrum rund 29 km nördlich liegt.
Vainikkala liegt unmittelbar an der Grenze zu Russland, weswegen sich hier auch ein großer und wichtiger Bahnhof an der Bahnstrecke Luumäki–Buslowskaja befindet. Züge nach Russland halten hier an, damit Grenz- und Zollkontrolle durchgeführt werden können. Im Jahr 2007 überquerten fast 400.000 Menschen die Grenze bei Vainikkala.
Der Zug von St. Petersburg nach Helsinki hält mehrfach täglich in Vainikkala. Das Fracht-Terminal macht Vainikkala zu einem wichtigen Umschlagsplatz im Handel zwischen Russland und der EU.
Nach einer Unterbrechung während der COVID-Pandemie wurde der Zugverkehr im Dezember 2021 unter strengen Hygienebedingungen wieder aufgenommen durfte allerdings nur von russischen und finnischen Staatsangehörigen benutzt werden.
Die Verbindung wurde am 27. März 2022 infolge des russischen Überfalls auf die Ukraine erneut eingestellt. Das führte zur Insolvenz der Betreibergesellschaft Karelian Trains. Aufgrund von Schulden, die seitens der Karelian Trains gegenüber der VR bestanden, ließ letztere die Züge pfänden und will sie nun im finnischen Inlandsverkehr einsetzen. Da seit 2022 keine Unterhaltung der Züge mehr stattfand, wird damit gerechnet, dass es ein Jahr dauert, bis deren Betriebsfähigkeit wieder hergestellt ist.